# Serbia Open
Il Serbia Open è stato un torneo di tennis maschile nato nel 2009, non si sono disputate le edizioni dal 2013 al 2020 ed è stato reinserito nel circuito nel 2021 fino al 2022. Faceva parte dell'ATP Tour e si svolgeva annualmente sui campi in terra rossa del Novak Tennis Centre di Belgrado, in Serbia. Il torneo, organizzato dalla famiglia di Novak Đoković, è nato in sostituzione del Dutch Open di Amersfoort ed è stato il primo evento professionistico disputato in terra serba, riassunto anche nella descrizione del logo. Torna in calendario nel 2021 con licenza annuale rinnovata solo una volta a seguito della ricollocazione del torneo di Budapest. Nel 2023 il torneo viene trasferito a Banja Luka, a causa dei lavori di rinnovamento del Novak Tennis Center in cui si svolgeva a Belgrado.

## Albo d'oro

### Singolare maschile
| Anno       | Vincitore         | Finalista       | Punteggio        |
| ---------- | ----------------- | --------------- | ---------------- |
| 2009       | Novak Đoković     | Łukasz Kubot    | 6–3, 7–6(0)      |
| 2010       | Sam Querrey       | John Isner      | 3–6, 7–6(4), 6–4 |
| 2011       | Novak Đoković     | Feliciano López | 7–6(4), 6–3      |
| 2012       | Andreas Seppi     | Benoît Paire    | 6–3, 6–2         |
| 2013- 2020 | Non disputato     | Non disputato   | Non disputato    |
| 2021       | Matteo Berrettini | Aslan Karacev   | 6–1, 3–6, 7–6(0) |
| 2022       | Andrej Rublëv     | Novak Đoković   | 6–2, 6(4)–7, 6–0 |

### Doppio maschile
| Anno      | Vincitori                            | Finalisti                         | Punteggio        |
| --------- | ------------------------------------ | --------------------------------- | ---------------- |
| 2009      | Łukasz Kubot Oliver Marach           | Johan Brunström Jean-Julien Rojer | 6–2, 7–6(3)      |
| 2010      | Santiago González Travis Rettenmaier | Tomasz Bednarek Mateusz Kowalczyk | 7–6(6), 6–1      |
| 2011      | František Čermák Filip Polášek       | Oliver Marach Alexander Peya      | 7–5, 6–2         |
| 2012      | Jonathan Erlich Andy Ram             | Martin Emmrich Andreas Siljeström | 4–6, 6–2, [10–6] |
| 2013-2020 | Non disputato                        | Non disputato                     | Non disputato    |
| 2021      | Ivan Sabanov Matej Sabanov           | Ariel Behar Gonzalo Escobar       | 6–3, 7–6(5)      |
| 2022      | Ariel Behar Gonzalo Escobar          | Nikola Mektić Mate Pavić          | 6–2, 3–6, [10–7] |

### Singolare femminile
| Anno | Vincitrice          | Finalista  | Punteggio     |
| ---- | ------------------- | ---------- | ------------- |
| 2021 | Paula Badosa Gibert | Ana Konjuh | 6–2, 2–0 rit. |

### Doppio femminile
| Anno | Vincitrici                        | Finaliste                        | Punteggio |
| ---- | --------------------------------- | -------------------------------- | --------- |
| 2021 | Aleksandra Krunić Nina Stojanović | Greet Minnen Alison Van Uytvanck | 6–2, 6–0  |